# Liste des champions du monde de natation messieurs
Liste des champions du monde de natation en bassin de 50 mètres.

## Nage libre messieurs

### 50 m nage libre messieurs
| Championnats   | Nom                       | Naissance | Âge | Nationalité    | Temps    |
| 1986 Madrid    | Tom Jager                 | 1964      | 22  | États-Unis     | 22 s 49  |
| 1991 Perth     | Tom Jager                 | 1964      | 27  | États-Unis     | 22 s 16  |
| 1994 Rome      | Alexander Popov           | 1971      | 23  | Russie         | 22 s 17  |
| 1998 Perth     | Bill Pilczuk              | 1971      | 27  | États-Unis     | 22 s 29  |
| 2001 Fukuoka   | Anthony Ervin             | 1981      | 20  | États-Unis     | 22 s 09  |
| 2003 Barcelone | Alexander Popov           | 1971      | 32  | Russie         | 21 s 92  |
| 2005 Montréal  | Roland Schoeman           | 1980      | 25  | Afrique du Sud | 21 s 69  |
| 2007 Melbourne | Benjamin Wildman-Tobriner | 1984      | 23  | États-Unis     | 21 s 88  |
| 2009 Rome      | César Cielo               | 1987      | 22  | Brésil         | 21 s 08  |
| 2011 Shangaï   | César Cielo               | 1987      | 24  | Brésil         | 21 s 52  |
| 2013 Barcelone | César Cielo               | 1987      | 26  | Brésil         | 21 s 32  |
| 2015 Kazan     | Florent Manaudou          | 1990      | 25  | France         | 21 s 196 |
| 2017 Budapest  | Caeleb Dressel            | 1996      | 21  | États-Unis     | 21 s 153 |
| 2019 Gwangju   | Caeleb Dressel            | 1996      | 23  | États-Unis     | 21 s 04  |
| 2022 Budapest  | Benjamin Proud            | 1994      | 28  | Royaume-Uni    | 21 s 32  |
| 2023 Fukuoka   | Cameron McEvoy            | 1994      | 29  | Australie      | 21 s 06  |
| 2024 Doha      | Vladyslav Bukhov          | 2002      | 22  | Ukraine        | 21 s 32  |

### 100 m nage libre messieurs
| Championnats      | Nom                          | Naissance | Âge   | Nationalité        | Temps      |
| 1973 Belgrade     | Jim Montgomery               | 1955      | 18    | États-Unis         | 51 s 70    |
| 1975 Cali         | Andy Coan                    | 1958      | 17    | États-Unis         | 51 s 25    |
| 1978 Berlin Ouest | David McCagg                 | 1958      | 20    | États-Unis         | 50 s 24    |
| 1982 Guayaquil    | Jörg Woithe                  | 1963      | 19    | Allemagne de l'Est | 50 s 18    |
| 1986 Madrid       | Matt Biondi                  | 1965      | 21    | États-Unis         | 48 s 94    |
| 1991 Perth        | Matt Biondi                  | 1965      | 26    | États-Unis         | 49 s 18    |
| 1994 Rome         | Alexander Popov              | 1971      | 23    | Russie             | 49 s 12    |
| 1998 Perth        | Alexander Popov              | 1971      | 27    | Russie             | 48 s 93    |
| 2001 Fukuoka      | Anthony Ervin                | 1981      | 20    | États-Unis         | 48 s 33    |
| 2003 Barcelone    | Alexander Popov              | 1971      | 32    | Russie             | 48 s 42    |
| 2005 Montréal     | Filippo Magnini              | 1982      | 23    | Italie             | 48 s 12    |
| 2007 Melbourne    | Filippo Magnini Brent Hayden | 1982 1983 | 25 24 | Italie Canada      | 48 s 43    |
| 2009 Rome         | César Cielo                  | 1987      | 22    | Brésil             | 46 s 91 RM |
| 2011 Shangaï      | James Magnussen              | 1991      | 20    | Australie          | 47 s 63    |
| 2013 Barcelone    | James Magnussen              | 1991      | 22    | Australie          | 47 s 71    |
| 2015 Kazan        | Ning Zetao                   | 1993      | 22    | Chine              | 47 s 84    |
| 2017 Budapest     | Caeleb Dressel               | 1996      | 21    | États-Unis         | 47 s 17    |
| 2019 Gwangju      | Caeleb Dressel               | 1996      | 23    | États-Unis         | 46 s 96    |
| 2022 Budapest     | David Popovici               | 2004      | 18    | Roumanie           | 47 s 58    |
| 2023 Fukuoka      | Kyle Chalmers                | 1998      | 25    | Australie          | 47 s 15    |
| 2024 Doha         | Pan Zhanle                   | 2004      | 20    | Chine              | 47 s 53    |

### 200 m nage libre messieurs
| Championnats      | Nom              | Naissance | Âge | Nationalité          | Temps            |
| 1973 Belgrade     | Jim Montgomery   | 1955      | 18  | États-Unis           | 1 min 53 s 02    |
| 1975 Cali         | Timothy Shaw     |           |     | États-Unis           | 1 min 51 s 04    |
| 1978 Berlin Ouest | Billy Forrester  |           |     | États-Unis           | 1 min 51 s 02    |
| 1982 Guayaquil    | Michael Gross    | 1964      | 18  | Allemagne de l'Ouest | 1 min 49 s 84    |
| 1986 Madrid       | Michael Gross    | 1964      | 22  | Allemagne de l'Ouest | 1 min 47 s 92    |
| 1991 Perth        | Giorgio Lamberti |           |     | Italie               | 1 min 47 s 27    |
| 1994 Rome         | Antti Kasvio     | 1973      | 21  | Finlande             | 1 min 47 s 32    |
| 1998 Perth        | Michael Klim     |           |     | Australie            | 1 min 47 s 41    |
| 2001 Fukuoka      | Ian Thorpe       | 1982      | 19  | Australie            | 1 min 44 s 06 RM |
| 2003 Barcelone    | Ian Thorpe       | 1982      | 21  | Australie            | 1 min 45 s 14    |
| 2005 Montréal     | Michael Phelps   | 1985      | 20  | États-Unis           | 1 min 45 s 20    |
| 2007 Melbourne    | Michael Phelps   | 1985      | 22  | États-Unis           | 1 min 43 s 86 RM |
| 2009 Rome         | Paul Biedermann  | 1986      | 23  | Allemagne            | 1 min 42 s 00 RM |
| 2011 Shangaï      | Ryan Lochte      |           |     | États-Unis           | 1 min 44 s 44    |
| 2013 Barcelone    | Yannick Agnel    |           |     | France               | 1 min 44 s 20    |
| 2015 Kazan        | James Guy        |           |     | Royaume-Uni          | 1 min 45 s 14    |
| 2017 Budapest     | Sun Yang         |           |     | Chine                | 1 min 44 s 39    |
| 2019 Gwangju      | Sun Yang         |           |     | Chine                | 1 min 44 s 93    |
| 2022 Budapest     | David Popovici   |           |     | Roumanie             | 1 min 43 s 21    |
| 2023 Fukuoka      | Matthew Richards |           |     | Royaume-Uni          | 1 min 44 s 30    |
| 2024 Doha         | Hwang Sun-woo    |           |     | Corée du Sud         | 1 min 44 s 75    |

### 400 m nage libre messieurs
| Championnats      | Nom               | Naissance | Âge | Nationalité          | Temps            |
| 1973 Belgrade     | Rick DeMont       |           |     | États-Unis           | 3 min 58 s 18 RM |
| 1975 Cali         | Timothy Shaw      |           |     | États-Unis           | 3 min 54 s 88    |
| 1978 Berlin Ouest | Vladimir Salnikov | 1960      | 18  | Union soviétique     | 3 min 51 s 94    |
| 1982 Guayaquil    | Vladimir Salnikov | 1960      | 22  | Union soviétique     | 3 min 51 s 30    |
| 1986 Madrid       | Rainer Henkel     |           |     | Allemagne de l'Ouest | 3 min 50 s 05    |
| 1991 Perth        | Jörg Hoffmann     | 1970      | 21  | Allemagne            | 3 min 48 s 04    |
| 1994 Rome         | Kieren Perkins    |           |     | Australie            | 3 min 43 s 80 RM |
| 1998 Perth        | Ian Thorpe        | 1982      | 16  | Australie            | 3 min 46 s 29    |
| 2001 Fukuoka      | Ian Thorpe        | 1982      | 19  | Australie            | 3 min 40 s 17 RM |
| 2003 Barcelone    | Ian Thorpe        | 1982      | 21  | Australie            | 3 min 42 s 58    |
| 2005 Montréal     | Grant Hackett     | 1980      | 25  | Australie            | 3 min 42 s 91    |
| 2007 Melbourne    | Tae Hwan Park     | 1989      | 18  | Corée du Sud         | 3 min 44 s 30    |
| 2009 Rome         | Paul Biedermann   | 1986      | 23  | Allemagne            | 3 min 40 s 07 RM |
| 2011 Shangaï      | Park Tae-hwan     |           |     | Corée du Sud         | 3 min 42 s 04    |
| 2013 Barcelone    | Sun Yang          |           |     | Chine                | 3 min 41 s 59    |
| 2015 Kazan        | Sun Yang          |           |     | Chine                | 3 min 42 s 58    |
| 2017 Budapest     | Sun Yang          |           |     | Chine                | 3 min 41 s 38    |
| 2019 Gwangju      | Sun Yang          |           |     | Chine                | 3 min 42 s 44    |
| 2022 Budapest     | Elijah Winnington |           |     | Australie            | 3 min 41 s 22    |
| 2023 Fukuoka      | Samuel Short      |           |     | Australie            | 3 min 40 s 68    |
| 2024 Doha         | Kim Woo-min       |           |     | Corée du Sud         | 3 min 42 s 71    |

### 800 m nage libre messieurs
Epreuve apparue pour la première fois lors des championnats de 2001.
| Championnats   | Nom              | Naissance | Âge | Nationalité | Temps              |
| 2001 Fukuoka   | Ian Thorpe       | 1982      | 19  | Australie   | 7 min 39 s 16 RM   |
| 2003 Barcelone | Grant Hackett    | 1980      | 23  | Australie   | 7 min 43 s 82      |
| 2005 Montréal  | Grant Hackett    | 1980      | 25  | Australie   | 7 min 38 s 65 RM   |
| 2007 Melbourne | Oussama Mellouli | 1984      | 23  | Tunisie     | 7 min 46 s 95      |
| 2009 Rome      | Zhang Lin        |           |     | Chine       | 7 min 32 s 12 – RM |

### 1500 m nage libre messieurs
| Championnats      | Nom                 | Naissance | Âge | Nationalité        | Temps             |
| 1973 Belgrade     | Stephen Holland     |           |     | Australie          | 15 min 31 s 85    |
| 1975 Cali         | Timothy Shaw        |           |     | États-Unis         | 15 min 28 s 92    |
| 1978 Berlin Ouest | Vladimir Salnikov   | 1960      | 18  | Union soviétique   | 15 min 03 s 99    |
| 1982 Guayaquil    | Vladimir Salnikov   | 1960      | 22  | Union soviétique   | 15 min 01 s 77    |
| 1986 Madrid       | Rainer Henkel       |           |     | Allemagne de l'Est | 15 min 05 s 31    |
| 1991 Perth        | Jörg Hoffmann       | 1970      | 21  | Allemagne          | 14 min 50 s 36    |
| 1994 Rome         | Kieren Perkins      | 1973      | 21  | Australie          | 14 min 50 s 52    |
| 1998 Perth        | Grant Hackett       | 1980      | 18  | Australie          | 14 min 51 s 70    |
| 2001 Fukuoka      | Grant Hackett       | 1980      | 21  | Australie          | 14 min 34 s 56 RM |
| 2003 Barcelone    | Grant Hackett       | 1980      | 23  | Australie          | 14 min 43 s 14    |
| 2005 Montréal     | Grant Hackett       | 1980      | 25  | Australie          | 14 min 42 s 58    |
| 2007 Melbourne    | Mateusz Sawrymowicz | 1987      | 20  | Pologne            | 14 min 45 s 94    |
| 2009 Rome         | Oussama Mellouli    |           |     | Tunisie            | 14 min 37 s 28    |

## Dos messieurs

### 50 m dos messieurs
| Championnats   | Nom                   | Naissance | Âge | Nationalité    | Temps        |
| 2001 Fukuoka   | Randall Bal           | 1980      | 21  | États-Unis     | 25 s 34      |
| 2003 Barcelone | Thomas Rupprath       | 1977      | 26  | Allemagne      | 24 s 80 RM   |
| 2005 Montréal  | Aristídis Grigoriádis | 1985      | 20  | Grèce          | 24 s 95      |
| 2007 Melbourne | Gerhard Zandberg      | 1983      | 24  | Afrique du Sud | 24 s 98      |
| 2009 Rome      | Liam Tancock          |           |     | Royaume-Uni    | 24 s 04 – RM |

### 100 m dos messieurs
| Championnats      | Nom                 | Naissance | Âge | Nationalité        | Temps      |
| 1973 Belgrade     | Rolland Matthes     |           |     | Allemagne de l'Est | 57 s 47    |
| 1975 Cali         | Rolland Matthes     |           |     | Allemagne de l'Est | 58 s 15    |
| 1978 Berlin Ouest | Bob Jackson         |           |     | États-Unis         | 56 s 36    |
| 1982 Guayaquil    | Dirk Richter        |           |     | Allemagne de l'Est | 55 s 95    |
| 1986 Madrid       | Igor Polianskiy     |           |     | Union soviétique   | 55 s 58    |
| 1991 Perth        | Jeff Rouse          |           |     | États-Unis         | 55 s 23    |
| 1994 Rome         | Martin Lopez-Zubero | 1969      | 25  | Espagne            | 55 s 17    |
| 1998 Perth        | Lenny Krayzelburg   | 1975      | 23  | États-Unis         | 54 s 84    |
| 2001 Fukuoka      | Matt Welsh          | 1976      | 25  | Australie          | 54 s 31    |
| 2003 Barcelone    | Aaron Peirsol       | 1983      | 20  | États-Unis         | 53 s 61    |
| 2005 Montréal     | Aaron Peirsol       | 1983      | 22  | États-Unis         | 53 s 62    |
| 2007 Melbourne    | Aaron Peirsol       | 1983      | 24  | États-Unis         | 52 s 98 RM |
| 2009 Rome         | Junya Koga          |           |     | Japon              | 52 s 26    |

### 200 m dos messieurs
| Championnats      | Nom                 | Naissance | Âge | Nationalité        | Temps              |
| 1973 Belgrade     | Rolland Matthes     |           |     | Allemagne de l'Est | 2 min 01 s 87 RM   |
| 1975 Cali         | Zoltan Verraszto    |           |     | Hongrie            | 2 min 05 s 05      |
| 1978 Berlin Ouest | Jesse Vassallo      |           |     | États-Unis         | 2 min 02 s 16      |
| 1982 Guayaquil    | Rick Carey          |           |     | États-Unis         | 2 min 00 s 82      |
| 1986 Madrid       | Igor Polianskiy     |           |     | Union soviétique   | 1 min 58 s 78      |
| 1991 Perth        | Martin Lopez-Zubero | 1969      | 22  | Espagne            | 1 min 59 s 52      |
| 1994 Rome         | Vladimir Selkov     | 1971      | 23  | Russie             | 1 min 57 s 42      |
| 1998 Perth        | Lenny Krayzelburg   | 1975      | 23  | États-Unis         | 1 min 58 s 84      |
| 2001 Fukuoka      | Aaron Peirsol       | 1983      | 18  | États-Unis         | 1 min 57 s 13      |
| 2003 Barcelone    | Aaron Peirsol       | 1983      | 20  | États-Unis         | 1 min 55 s 92      |
| 2005 Montréal     | Aaron Peirsol       | 1983      | 22  | États-Unis         | 1 min 54 s 66 RM   |
| 2007 Melbourne    | Ryan Lochte         | 1984      | 23  | États-Unis         | 1 min 54 s 32 RM   |
| 2009 Rome         | Aaron Peirsol       |           |     | États-Unis         | 1 min 51 s 92 – RM |

## Brasse messieurs

### 50 m brasse messieurs
| Championnats   | Nom                   | Naissance | Âge | Nationalité    | Temps        |
| 2001 Fukuoka   | Oleg Lisogor          | 1979      | 22  | Ukraine        | 27 s 52      |
| 2003 Barcelone | James Gibson          | 1980      | 23  | Royaume-Uni    | 27 s 56      |
| 2005 Montréal  | Mark Warnecke         | 1970      | 35  | Allemagne      | 27 s 63      |
| 2007 Melbourne | Oleg Lisogor          | 1979      | 28  | Ukraine        | 27 s 66      |
| 2009 Rome      | Cameron van der Burgh |           |     | Afrique du Sud | 26 s 67 – RM |

### 100 m brasse messieurs
| Championnats      | Nom                    | Naissance | Âge | Nationalité          | Temps            |
| 1973 Belgrade     | John Hencken           |           |     | États-Unis           | 1 min 04 s 02 RM |
| 1975 Cali         | David Wilkie           | 1954      | 21  | Royaume-Uni          | 1 min 04 s 26    |
| 1978 Berlin Ouest | Walter Kusch           |           |     | Allemagne de l'Ouest | 1 min 03 s 56    |
| 1982 Guayaquil    | Steve Lundquist        |           |     | États-Unis           | 1 min 02 s 75    |
| 1986 Madrid       | Victor Davis           |           |     | Canada               | 1 min 02 s 71    |
| 1991 Perth        | Norbert Rózsa          | 1972      | 19  | Hongrie              | 1 min 01 s 45    |
| 1994 Rome         | Norbert Rózsa          | 1972      | 22  | Hongrie              | 1 min 01 s 24    |
| 1998 Perth        | Frederik Deburghgraeve | 1973      | 25  | Belgique             | 1 min 01 s 34    |
| 2001 Fukuoka      | Roman Sludnov          | 1980      | 21  | Russie               | 1 min 00 s 16    |
| 2003 Barcelone    | Kosuke Kitajima        | 1982      | 21  | Japon                | 59 s 78 RM       |
| 2005 Montréal     | Brendan Hansen         | 1981      | 24  | États-Unis           | 59 s 37          |
| 2007 Melbourne    | Brendan Hansen         | 1981      | 27  | États-Unis           | 59 s 80          |
| 2009 Rome         | Brenton Rickard        | 1983      | 26  | Australie            | 58 s 58 RM       |

### 200 m brasse messieurs
| Championnats      | Nom             | Naissance | Âge | Nationalité | Temps            |
| 1973 Belgrade     | David Wilkie    | 1954      | 19  | Royaume-Uni | 2 min 19 s 28 RM |
| 1975 Cali         | David Wilkie    | 1954      | 21  | Royaume-Uni | 2 min 18 s 23    |
| 1978 Berlin Ouest | Nick Nevid      |           |     | États-Unis  | 2 min 18 s 37    |
| 1982 Guayaquil    | Victor Davis    |           |     | Canada      | 2 min 14 s 77    |
| 1986 Madrid       | József Szabó    | 1969      | 17  | Hongrie     | 2 min 14 s 27    |
| 1991 Perth        | Mike Barrowman  |           |     | États-Unis  | 2 min 11 s 23    |
| 1994 Rome         | Norbert Rózsa   | 1972      | 22  | Hongrie     | 2 min 12 s 81    |
| 1998 Perth        | Kurt Grote      |           |     | États-Unis  | 2 min 13 s 40    |
| 2001 Fukuoka      | Brendan Hansen  | 1981      | 20  | États-Unis  | 2 min 10 s 69    |
| 2003 Barcelone    | Kosuke Kitajima | 1982      | 21  | Japon       | 2 min 09 s 42 RM |
| 2005 Montréal     | Brendan Hansen  | 1981      | 24  | États-Unis  | 2 min 09 s 45    |
| 2007 Melbourne    | Kosuke Kitajima | 1982      | 25  | Japon       | 2 min 09 s 80    |
| 2009 Rome         | Dániel Gyurta   |           |     | Hongrie     | 2 min 7 s 64     |

## Papillon messieurs

### 50 m papillon messieurs
| Championnats   | Nom             | Naissance | Âge | Nationalité    | Temps      |
| 2001 Fukuoka   | Geoff Huegill   | 1979      | 22  | Australie      | 23 s 50    |
| 2003 Barcelone | Matt Welsh      | 1976      | 27  | Australie      | 23 s 43    |
| 2005 Montréal  | Roland Schoeman | 1980      | 25  | Afrique du Sud | 22 s 96 RM |
| 2007 Melbourne | Roland Schoeman | 1980      | 27  | Afrique du Sud | 23 s 18    |
| 2009 Rome      | Milorad Čavić   | 1984      | 25  | Serbie         | 22 s 67    |

### 100 m papillon messieurs
| Championnats      | Nom             | Naissance | Âge | Nationalité | Temps      |
| 1973 Belgrade     | Bruce Robertson |           |     | Canada      | 55 s 69    |
| 1975 Cali         | Greg Jagenburg  |           |     | États-Unis  | 55 s 63    |
| 1978 Berlin Ouest | Joe Bottom      |           |     | États-Unis  | 54 s 30    |
| 1982 Guayaquil    | Matt Gribble    |           |     | États-Unis  | 53 s 88    |
| 1986 Madrid       | Pablo Morales   |           |     | États-Unis  | 53 s 54    |
| 1991 Perth        | Anthony Nesty   |           |     | Suriname    | 53 s 29    |
| 1994 Rome         | Rafal Szukala   |           |     | Pologne     | 53 s 51    |
| 1998 Perth        | Michael Klim    | 1977      | 21  | Australie   | 52 s 25    |
| 2001 Fukuoka      | Lars Frölander  |           |     | Suède       | 52 s 10    |
| 2003 Barcelone    | Ian Crocker     | 1982      | 21  | États-Unis  | 50 s 98 RM |
| 2005 Montréal     | Ian Crocker     | 1982      | 23  | États-Unis  | 50 s 40 RM |
| 2007 Melbourne    | Michael Phelps  | 1985      | 22  | États-Unis  | 50 s 77    |

### 200 m papillon messieurs
| Championnats      | Nom                | Naissance | Âge | Nationalité          | Temps            |
| 1973 Belgrade     | Robin Backhaus     |           |     | États-Unis           | 2 min 03 s 32    |
| 1975 Cali         | Bill Forrester     |           |     | États-Unis           | 2 min 01 s 95    |
| 1978 Berlin Ouest | Mike Bruner        |           |     | États-Unis           | 1 min 59 s 38    |
| 1982 Guayaquil    | Michael Gross      |           |     | Allemagne de l'Ouest | 1 min 58 s 85    |
| 1986 Madrid       | Michael Gross      |           |     | Allemagne de l'Ouest | 1 min 56 s 53    |
| 1991 Perth        | Michael Stewart    |           |     | États-Unis           | 1 min 55 s 69 RM |
| 1994 Rome         | Denis Pankratov    |           |     | Russie               | 1 min 56 s 54    |
| 1998 Perth        | Denys Sylantyev    |           |     | Ukraine              | 1 min 56 s 61    |
| 2001 Fukuoka      | Michael Phelps     | 1985      | 16  | États-Unis           | 1 min 54 s 58 RM |
| 2003 Barcelone    | Michael Phelps     | 1985      | 18  | États-Unis           | 1 min 54 s 35    |
| 2005 Montréal     | Pawel Korzeniowski |           |     | Pologne              | 1 min 55 s 02    |
| 2007 Melbourne    | Michael Phelps     | 1985      | 22  | États-Unis           | 1 min 52 s 09 RM |

## 4 nages messieurs

### 200 m et 400 m 4 nages messieurs
| Championnats      | 200 m 4 nages Messieurs | 200 m 4 nages Messieurs | 200 m 4 nages Messieurs | 200 m 4 nages Messieurs | 200 m 4 nages Messieurs | 400 m 4 nages Messieurs | 400 m 4 nages Messieurs | 400 m 4 nages Messieurs | 400 m 4 nages Messieurs | 400 m 4 nages Messieurs |
| ----------------- | ----------------------- | ----------------------- | ----------------------- | ----------------------- | ----------------------- | ----------------------- | ----------------------- | ----------------------- | ----------------------- | ----------------------- |
| 1973 Belgrade     | Gunnar Larsson          |                         |                         | Suède                   | 2 min 08 s 36           | Andras Hargitay         |                         |                         | Hongrie                 | 4 min 31 s 11 RE        |
| 1975 Cali         | Andras Hargitay         |                         |                         | Hongrie                 | 2 min 07 s 72           | Andras Hargitay         |                         |                         | Hongrie                 | 4 min 32 s 57           |
| 1978 Berlin Ouest | Graham Smith            | 1958                    | 20                      | Canada                  | 2 min 03 s 65 RM        | Jesse Vassallo          |                         |                         | États-Unis              | 4 min 20 s 05 RM        |
| 1982 Guayaquil    | Aleksandr Sidorenko     |                         |                         | Union soviétique        | 2 min 03 s 30           | Ricardo Prado           | 1965                    | 17                      | Brésil                  | 4 min 19 s 78           |
| 1986 Madrid       | Tamás Darnyi            | 1967                    | 19                      | Hongrie                 | 2 min 01 s 57           | Tamás Darnyi            | 1967                    | 19                      | Hongrie                 | 4 min 18 s 98           |
| 1991 Perth        | Tamás Darnyi            | 1967                    | 24                      | Hongrie                 | 1 min 59 s 36           | Tamás Darnyi            | 1967                    | 24                      | Hongrie                 | 4 min 12 s 36 RM        |
| 1994 Rome         | Jani Sievinen           | 1974                    | 20                      | Finlande                | 1 min 58 s 16 RM        | Tom Dolan               | 1974                    | 20                      | États-Unis              | 4 min 12 s 30 RM        |
| 1998 Perth        | Marcel Wouda            | 1972                    | 26                      | Pays-Bas                | 2 min 01 s 18           | Tom Dolan               | 1974                    | 24                      | États-Unis              | 4 min 14 s 95           |
| 2001 Fukuoka      | Massimiliano Rosolino   | 1978                    | 23                      | Italie                  | 1 min 59 s 71           | Alessio Boggiatto       | 1981                    | 20                      | Italie                  | 4 min 13 s 15           |
| 2003 Barcelone    | Michael Phelps          | 1985                    | 18                      | États-Unis              | 1 min 56 s 04           | Michael Phelps          | 1985                    | 18                      | États-Unis              | 4 min 09 s 09 RM        |
| 2005 Montréal     | Michael Phelps          | 1985                    | 20                      | États-Unis              | 1 min 56 s 68           | László Cseh             | 1985                    | 20                      | Hongrie                 | 4 min 09 s 63           |
| 2007 Melbourne    | Michael Phelps          | 1985                    | 22                      | États-Unis              | 1 min 54 s 98 RM        | Michael Phelps          | 1985                    | 22                      | États-Unis              | 4 min 06 s 22 RM        |

## Relais messieurs

### 4 × 100 m nage libre messieurs
| Championnats      | Nom        | Naissance                                                   | Âge                 | Nationalité | Temps            |
| 1973 Belgrade     | États-Unis | Mel Nash Joe Bottom Jim Montgomery John Murphy              |                     |             | 3 min 27 s 18    |
| 1975 Cali         | États-Unis | Bruce Furniss Jim Montgomery Andy Coan John Murphy          |                     |             | 3 min 24 s 85    |
| 1978 Berlin Ouest | États-Unis | Jack Babashoff Rowdy Gaines Jim Montgomery David McCagg     |                     |             | 3 min 19 s 74 RM |
| 1982 Guayaquil    | États-Unis | Chris Cavanaugh Robin Leamy David McCagg Rowdy Gaines       |                     |             | 3 min 19 s 26    |
| 1986 Madrid       | États-Unis | Tom Jager Mike Heath Paul Wallace Matt Biondi               |                     |             | 3 min 19 s 89    |
| 1991 Perth        | États-Unis | Tom Jager Brent Lang Doug Gjertsen Matt Biondi              |                     |             | 3 min 17 s 15    |
| 1994 Rome         | États-Unis | Jon Olsen Josh Davis Ugur Tuner Gary Hall Jr.               |                     |             | 3 min 16 s 90    |
| 1998 Perth        | États-Unis | Scott Tucker Neil Walker Jon Olsen Gary Hall Jr.            |                     |             | 3 min 16 s 69    |
| 2001 Fukuoka      | Australie  | Michael Klim Ashley Callus Todd Pearson Ian Thorpe          |                     |             | 3 min 14 s 10    |
| 2003 Barcelone    | Russie     | Andrey AKapralov Ivan Usov Denis Pimankov Alexander Popov   |                     |             | 3 min 14 s 06    |
| 2005 Montréal     | États-Unis | Michael Phelps Neil Walker Nate Dusing Jason Lezak          | 1985 1976 1978 1975 | 20 29 27 30 | 3 min 13 s 77    |
| 2007 Melbourne    | États-Unis | Michael Phelps Neil Walker Cullen Jones Jason Lezak         | 1985 1976 1984 1975 | 22 31 23 32 | 3 min 12 s 72    |
| 2009 Rome         | États-Unis | Michael Phelps Ryan Lochte Mattew Grevers Nathan Adrian     | 1985                | 24          | 3 min 09 s 21    |
| 2011 Shanghai     | Australie  | James Magnussen Matthew Abood Matt Targett Eamon Sullivan   |                     |             | 3 min 11 s 00    |
| 2013 Barcelone    | France     | Yannick Agnel Florent Manaudou Fabien Gilot Jérémy Stravius |                     |             | 3 min 11 s 18    |
| 2015 Kazan        | France     | Mehdy Metella Florent Manaudou Fabien Gilot Jérémy Stravius |                     |             | 3 min 10 s 74    |

### 4 × 200 m nage libre messieurs
| Championnats      | Nom                  | Naissance                                                      | Âge                 | Nationalité | Temps              |
| 1973 Belgrade     | États-Unis           | Kurt Krumpholz Robin Backhaus Rick Klatt Jim Montgomery        |                     |             | 7 min 33 s 23 RM   |
| 1975 Cali         | Allemagne de l'Ouest | Klaus Steinbach Werner Lampe Hans-Joachim HGeisler Peter Nocke |                     |             | 7 min 39 s 44      |
| 1978 Berlin Ouest | États-Unis           | Bruce Furniss Bill Forrester Bobby Hackett Rowdy Gaines        |                     |             | 7 min 20 s 82 RM   |
| 1982 Guayaquil    | États-Unis           | Rich Saeger Jeff Float Kyle Miller Rowdy Gaines                |                     |             | 7 min 21 s 09      |
| 1986 Madrid       | Allemagne de l'Est   | Lars Hinneburg Thomas Flemming Dirk Richter Sven Lodziewski    |                     |             | 7 min 15 s 91      |
| 1991 Perth        | Allemagne            | Peter Sitt Steffen Zesner Stefan Pfeiffer Michael Gross        |                     |             | 7 min 13 s 50      |
| 1994 Rome         | Suède                | Christer Wallin Tommy Werner Lars Frölander Anders Holmertz    |                     |             | 7 min 17 s 14      |
| 1998 Perth        | Australie            | Michael Klim Grant Hackett Ian Thorpe Daniel Kowalski          |                     |             | 7 min 12 s 48      |
| 2001 Fukuoka      | Australie            | Grant Hackett Michael Klim William Kirby Ian Thorpe            |                     |             | 7 min 04 s 66 RM   |
| 2003 Barcelone    | Australie            | Grant Hackett Craig Stevens Nicholas Sprenger Ian Thorpe       |                     |             | 7 min 08 s 58      |
| 2005 Montréal     | États-Unis           | Michael Phelps Ryan Lochte Peter Vanderkaay Klete Keller       | 1985 1984 1982      | 20 21 23    | 7 min 06 s 58      |
| 2007 Melbourne    | États-Unis           | Michael Phelps Ryan Lochte Klete Keller Peter Vanderkaay       | 1985 1984 1982 1984 | 22 23 25 23 | 7 min 03 s 24 RM   |
| 2009 Rome         | États-Unis           | Michael Phelps Ricky Berens David Walters Ryan Lochte          |                     |             | 6 min 58 s 55 – RM |

### 4 × 100 m 4 nages messieurs
| Championnats      | Nom        | Naissance                                                    | Âge                 | Nationalité | Temps              |
| 1973 Belgrade     | États-Unis | Mike Stamm John Hencken Joe Bottom Jim Montgomery            |                     |             | 3 min 49 s 49      |
| 1975 Cali         | États-Unis | John Murphy Rick Colella Greg Jagenburg Andy Coan            |                     |             | 3 min 49 s 00      |
| 1978 Berlin Ouest | États-Unis | Bob Jackson Nick Nevid Joe Bottom David McCagg               |                     |             | 3 min 44 s 63      |
| 1982 Guayaquil    | États-Unis | Rick Carey Steve Lundquist Matt Gribble Rowdy Gaines         |                     |             | 3 min 40 s 84      |
| 1986 Madrid       | États-Unis | Dan Yeatch David Lundberg Pablo Morales Matt Biondi          | 1964 1965           | 22 21       | 3 min 41 s 25      |
| 1991 Perth        | États-Unis | Jeff Rouse Eric Wunderlich Mark Henderson Matt Biondi        | 1965                | 26          | 3 min 39 s 66      |
| 1994 Rome         | États-Unis | Jeff Rouse Eric Wenderlich Mark Henderson Gary Hall Jr.      |                     |             | 3 min 37 s 74      |
| 1998 Perth        | Australie  | Matt Welsh Phil Rogers Michael Klim Chris Fydler             | 1976 1977 1982      | 22 21 16    | 3 min 37 s 98      |
| 2001 Fukuoka      | Australie  | Matt Welsh Regan Harrison Geoff Huegill Ian Thorpe           | 1976 1977 1982      | 25 24 19    | 3 min 35 s 35      |
| 2003 Barcelone    | États-Unis | Aaron Peirsol Brendan Hansen Ian Crocker Jason Lezak         | 1983 1981 1982 1975 | 20 22 21 28 | 3 min 31 s 54 RM   |
| 2005 Montréal     | États-Unis | Aaron Peirsol Brendan Hansen Ian Crocker Jason Lezak         | 1983 1981 1982 1975 | 22 24 23 30 | 3 min 31 s 85      |
| 2007 Melbourne    | Australie  | Matt Welsh Brenton Rickard Andrew Lauterstein Eamon Sullivan | 1976 1983 1987 1985 | 31 24 20 22 | 3 min 34 s 93      |
| 2009 Rome         | États-Unis | Aaron Peirsol Eric Shanteau Michael Phelps David Walters     |                     |             | 3 min 27 s 28 – RM |